# Trey Hendrickson
Trey Hendrickson (* 5. Dezember 1994 in Orlando, Florida) ist ein US-amerikanischer American-Football-Spieler. Er spielt bei den Cincinnati Bengals in der National Football League (NFL) auf der Position des Defensive End. Zuvor stand er bei den New Orleans Saints unter Vertrag.

## College
Hendrickson besuchte die Florida Atlantic University und spielte für deren Team, die Owls, von 2013 bis 2016 erfolgreich College Football, wobei ihm in 36 Spielen 125 Tackles und 29,5 Sacks gelangen.

## NFL
Beim NFL Draft 2017 wurde er als insgesamt 103. von den New Orleans Saints mit dem Drittrunden-Pick, den sie als Teil eines Tauschgeschäftes von den New England Patriots für Brandin Cooks erhalten hatten, ausgewählt. Er unterschrieb einen Vierjahresvertrag in der Höhe von 3,17 Millionen US-Dollar, 706.288 davon als Handgeld (signing bonus). In seiner Rookie-Saison kam er in 12 Partien zum Einsatz, bevor ihn eine Knöchelverletzung außer Gefecht setzte.
2018 wurde er nur in 5 Spielen aufgeboten, 2019 erhielt er wieder mehr Spielzeit und lief auch erstmals in seiner Karriere als Starter auf.
2020 gelang ihm der endgültige Durchbruch und er mauserte sich zu einem der bestimmenden Spieler in der Defense seines Teams. So war er mit 13,5 Sacks der erfolgreichste Pass Rusher der Saints.
Im März 2021 unterschrieb Hendrickson einen Vierjahresvertrag über 60 Millionen Dollar bei den Cincinnati Bengals. In seiner ersten Saison für Cincinnati wurde er in den Pro Bowl gewählt, spielte in 16 Partien (davon 14-mal als Starter) und verzeichnete 14,0 Sacks (dabei gleich zwei gegen Aaron Rodgers im Spiel gegen die Green Bay Packers im Oktober 2024) sowie drei Forced Fumbles. Seine mindestens 0,5 Sacks in elf aufeinander folgenden Spielen bedeuteten Team-Rekord bei den Bengals. Im Super Bowl LVI gelang ihm ein Sack gegen Rams-Quarterback Matthew Stafford, der zu einem 7-Yards-Raumverlust führte. Dennoch verlorenen die Bengals das Finale knapp mit 20:23.
In der Saison 2022 bestritt Hendrickson 15 der 17 Regular-Season- und alle drei Postseason-Spiele als Starter. Nach 32 Tackles, acht Sacks (damit führender seines Teams) und drei Forced Fumbles stand am Ende der Saison eine weitere Pro-Bowl-Nominierung zu Buche.
2023 startete er in allen 17 Saisonspielen. Seine 17,5 Sacks in dieser Spielzeit waren die zweitmeisten dieser NFL-Saison (hinter T. J. Watt mit 19) und ebenfalls die zweitmeisten in der Teamhistorie hinter Defensive End Coy Bacon, dem 1976 22,0 Sacks gelungen waren. In sieben aufeinander folgenden Spielen verzeichnete Trey Hendrickson mindestens einen alleinigen Sack, was ligaweit – gemeinsam mit Linebacker Boye Mafe von den Seattle Seahawks – den Bestwert darstellte. Zum dritten Mal in Folge war der Lohn dieser Leistungen die Nominierung für den Pro Bowl.
In der Saison 2024 konnte er ein weiteres Mal 17,5 Sacks erzielen und war damit alleiniger Führender in der NFL. Dazu kamen 46 Tackles sowie 2 Forced Fumbles. In diesem Jahr wurde Hendrickson nicht nur ein weiteres Mal für den Pro Bowl nominiert, sondern auch erstmals ins First Team All-Pro berufen.